# Hugo Krayn

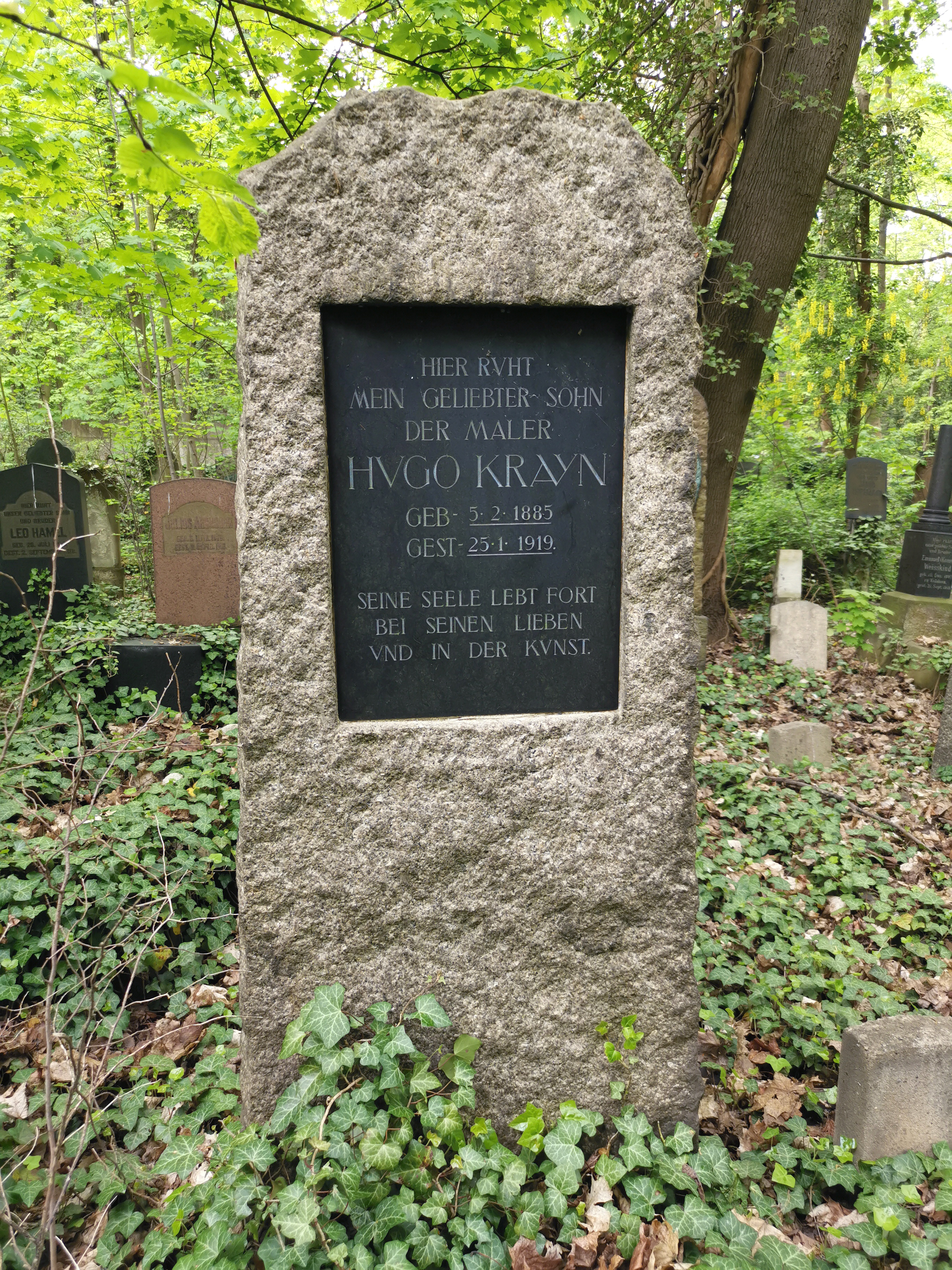
Grab auf dem Jüdischen Friedhof Berlin-Weißensee, Feld C 4

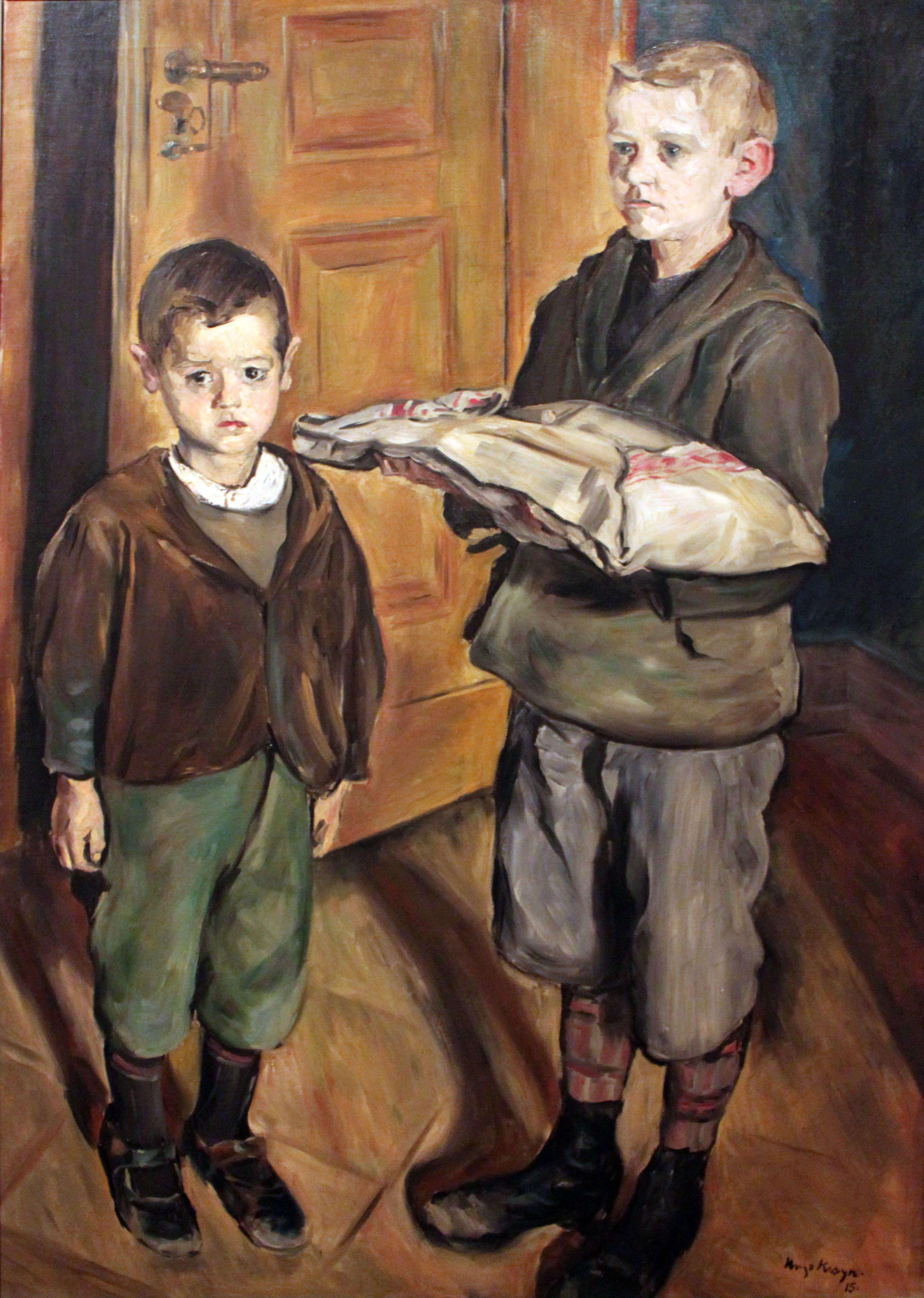
Wäsche austragende Jungen (1915)

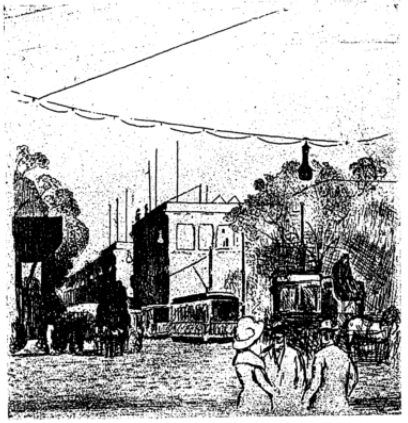
Leipziger Platz (1913)

Hugo Krayn (geboren 5. Februar 1885 in Berlin; gestorben 25. Januar 1919 in Charlottenburg) war ein deutscher Maler der Berliner Sezession.

## Leben
Krayn, Sohn des jüdischen Kaufmanns Leopold Krayn, kam 1902 auf die Berliner Kunstgewerbeschule und wurde Schüler Emil Orliks in dessen Klasse für Graphik und Buchkunst von 1905 bis 1910. In der 1912 in Deutschland beim Georg Westermann Verlag erschienenen Übersetzung des Kinderbuchs Die Wasserkinder von Charles Kingsley wurden 28 Bilder, schwarzweiß und farbig, von ihm verwendet.
Das industrielle Berlin, seine Einwohner auf der Straße und in ihrer Arbeitswelt waren seine Themen. Auch während eines Erholungsaufenthaltes in Davos waren seine Eindrücke eher die der Enge des Dorfes als die Monumentalität der Gebirgslandschaft. Krayn stellte in der Berliner Sezession, deren Mitglied er 1915 wurde, und im Deutschen Künstlerbund aus. Die Stadt Berlin kaufte Bilder von ihm an. In Wiesbaden war er auf der Großen Kunstausstellung 1918 vertreten. Bevor sich eine von Lovis Corinth an zwei Bildern bemerkte Neubestimmung seines Malstils festigen konnte, starb Krayn an der weltweit grassierenden Spanischen Grippe. 
1937 wurde in der Nazi-Aktion „Entartete Kunst“ seine Lithografie „Vierter Klasse“ (1916) aus der Kunsthalle Hamburg beschlagnahmt und danach vernichtet. Ein großer Teil seiner Arbeiten ging bei einem Fliegerangriff auf Berlin verloren. Einige seiner Werke befinden sich noch in Privatbesitz.
Hugo Krayn war Mitglied im Deutschen Künstlerbund.

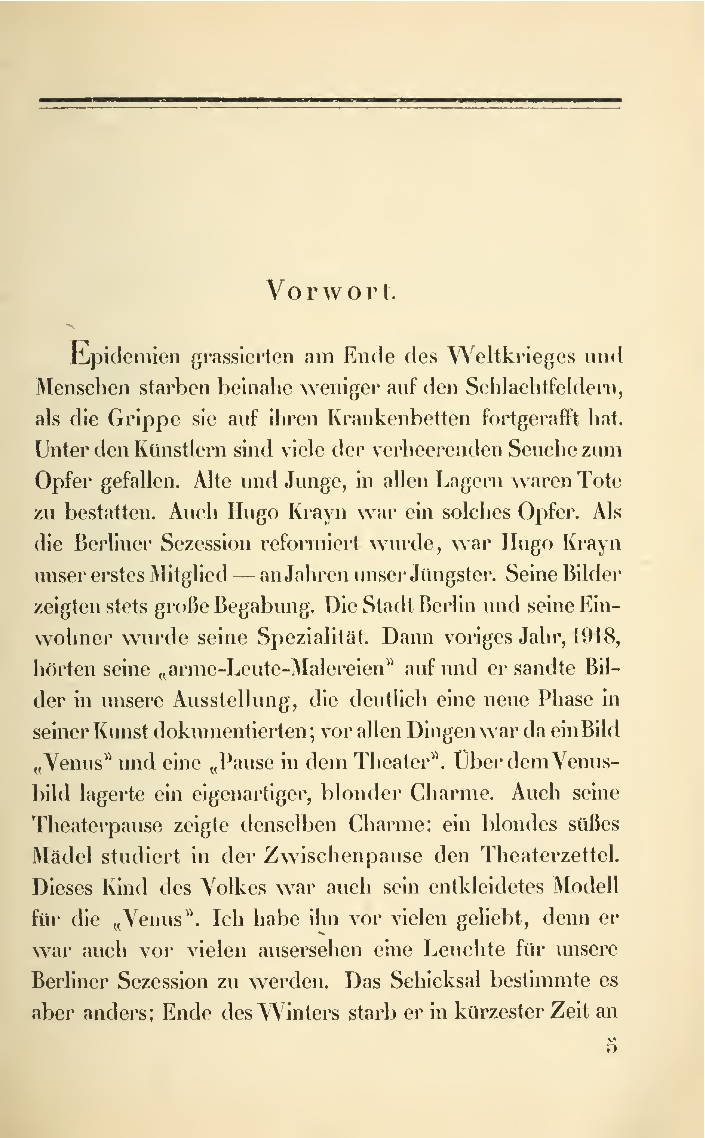
Vorwort von Lovis Corinth zu Hugo Krayn